# 大頭擬雀鯛
大頭擬雀鯛（学名：Pseudochromis magnificus）為鱸形目鱸亞目擬雀鯛科的其中一種，為熱帶海水魚，分布於西印度洋模里西斯卡加多斯-卡拉若斯群岛(Cargados Carajos)海域，本魚體延長而側扁，背鰭和臀鰭具有發育良好的鱗鞘，通常有24枚，棲息在底層水域，生活習性不明。
其种加词“Magnificus ”意为“极好的”、“华丽的”。